# Mont-sur-Courville
Mont-sur-Courville  là một xã thuộc tỉnh Marne trong vùng Grand Est đông nam nước Pháp. Xã này nằm ở khu vực có độ cao trung bình 134 mét trên mực nước biển.